# 66-Seen-Wanderweg

Symbol, Wegweiser des Wanderwegs

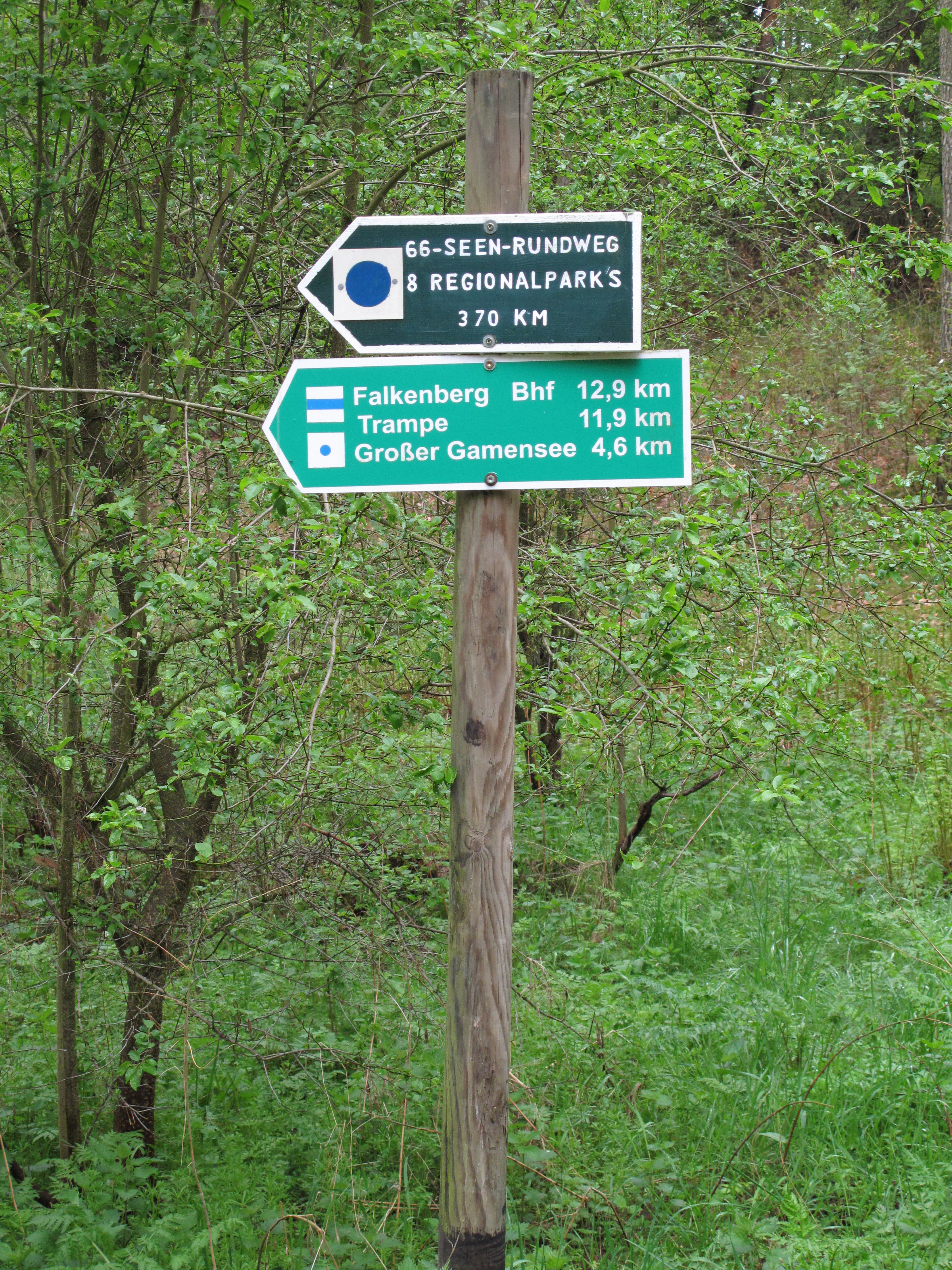
Wegweiser mit Symbol zum 66-Seen-Wanderweg

Der 66-Seen-Wanderweg, auch als 66-Seen-Regionalparkroute, kurz 66-Seen-Rundweg oder kurz 66-Seen-Weg bezeichnet, ist ein aus mehreren Etappen bestehender Wanderweg im Land Brandenburg im näheren und weiteren Umland von Berlin. Dabei werden auf der etwa 400 km umfassenden Route, die in 17 Tagestouren unterteilt werden kann, die acht Regionalparks in Brandenburg und Berlin durchquert.
Die Route ist markiert durch einen blauen Kreis auf einem weißen Quadrat.
Die Einzeletappen verlaufen so:
- Tour 1: Potsdam – Marquardt; Länge 20 km
- Tour 2: Marquardt – Brieselang; Länge 20 km
- Tour 3: Brieselang – Hennigsdorf; Länge 23,5 km
- Tour 4: Hennigsdorf – Wensickendorf; Länge 25 km
- Tour 5: Wensickendorf – Melchow; Länge 28 km
- Tour 6: Melchow – Leuenberg; Länge 29 km
- Tour 6a: Weg der Alternative zum Bahnhof Falkenberg und zurück
- Tour 7: Leuenberg – Strausberg, Etappe durch den Gamengrund im Barnim mit Mittelsee und Gamensee; Länge 25 km
- Tour 8: Strausberg – Rüdersdorf; Länge 21 km
- Tour 9: Rüdersdorf – Hangelsberg; Länge 22,5 km
- Tour 10: Hangelsberg – Petersdorf oder Bad Saarow; Länge 24 km oder 26,5 km
- Tour 11: Petersdorf oder Bad Saarow – Wendisch Rietz; Länge 26 km oder 24 km
- Tour 12: Wendisch Rietz – Leibsch; Länge 25 km
- Tour 13: Leibsch – Halbe; Länge 23 km
- Tour 14: Halbe – Wünsdorf; Länge 28 km
- Tour 15: Wünsdorf – Trebbin; Länge 28,5 km
- Tour 16: Trebbin – Seddin; Länge 25 km
- Tour 17: Seddin – Potsdam; Länge 25 km

## Entstehung
Der Berliner Manfred Reschke wanderte in den Jahren 1977–1979 in Tagesausflügen einmal um Berlin herum und die Berliner Morgenpost berichtete am 28. Oktober 1979 darüber. Nach seiner Pensionierung verbesserte Reschke die alte Idee mit dem Ziel, die Vielfalt der Landschaften um Berlin in einem Buch zu präsentieren und wanderte zwischen 1997 und 1999 erneut „Auf Schusters Rappen um Berlin“, informierte den Tourismusverband Brandenburgs über die Idee und sandte sein Buchmanuskript an den Trescher Verlag.
Eine Reaktion kam jedoch aus dem Landkreis Barnim, wo eine Verknüpfung von Wirtschaft und Tourismus und diese als Regionalparkidee für alle Landkreise um Berlin geplant war. Ein Wanderweg um Berlin wäre eine gute Idee als Verbindung der 8 brandenburgischen Landkreise mit der Landeshauptstadt Potsdam, hieß es dort. Deshalb folgte eine Präsentation der Idee in großem Rahmen zu Beginn des Jahres 2000. Nach viel Skepsis, diversen Bedenken und Interessenskonflikten führten die Überlegungen zu dem Titel „66-Seen-Wanderweg“, grob angelehnt an die Anzahl der Seen entlang der Gesamtstrecke.
Als zwingend erforderlich erachtet wurden Testwanderungen mit teilnehmenden Gästen und daraus resultierender Berichterstattung, um die Attraktivität zu prüfen. Die Bundestagsabgeordnete Petra Bierwirth organisierte Testwanderungen mit der Berliner Morgenpost und in Verbindung mit dem damals zuständigen Minister für Landwirtschaft, Umweltschutz und Raumordnung des Landes Brandenburg Wolfgang Birthler wurde besprochen, dass im Erfolgsfalle aus dieser Idee ein Wanderweg entwickelt werden soll.
Die Testwanderungen im Jahre 2000 waren erfolgreich und der Trescher Verlag brachte das Buch „66-Seen-Wanderung“ heraus. Bei den insgesamt 17 Zeitungswanderungen der gesamten Strecke wanderte jeweils ein Reporter mit, der anschließend ausführlich in der Berliner Morgenpost davon berichtete. Es gab insgesamt 1122 Teilnahmen, also im Durchschnitt exakt 66 Wanderbegeisterte.
Die Realisierung des Wanderwegprojektes wurde daraufhin seitens des Landes Brandenburg mit zwei Konferenzen und allen Beteiligten geplant, ab 2002 begonnen und ab 2003 von einem Förderverein unterstützt, wobei die Ursprungsidee aus diversen Gründen geändert wurde. Manfred Reschke wanderte nochmals im Jahre 2001 und 2002 mit Wandergruppen seine Gesamtstrecke, bis der Berliner Wanderclub dieses Programm aufnahm und ab dem Jahre 2003 bis zur Gegenwart jährlich geführte Wanderungen auf diesem Weg anbietet.
Der FUSS e.V. nahm im Jahre 2003 diesen Weg in das Programm „Wandern mit Bus und Bahn“ auf. Die Kartenherstellung, Tourismuswerbung, Navi-Orientierungshilfen und die inzwischen 10. Auflage des Buches „66-Seen-Wanderung“ des ursprünglichen Autors ergeben nach wie vor Erlebnishilfen auf diesem Weg.